# Markt 12 (Quedlinburg)

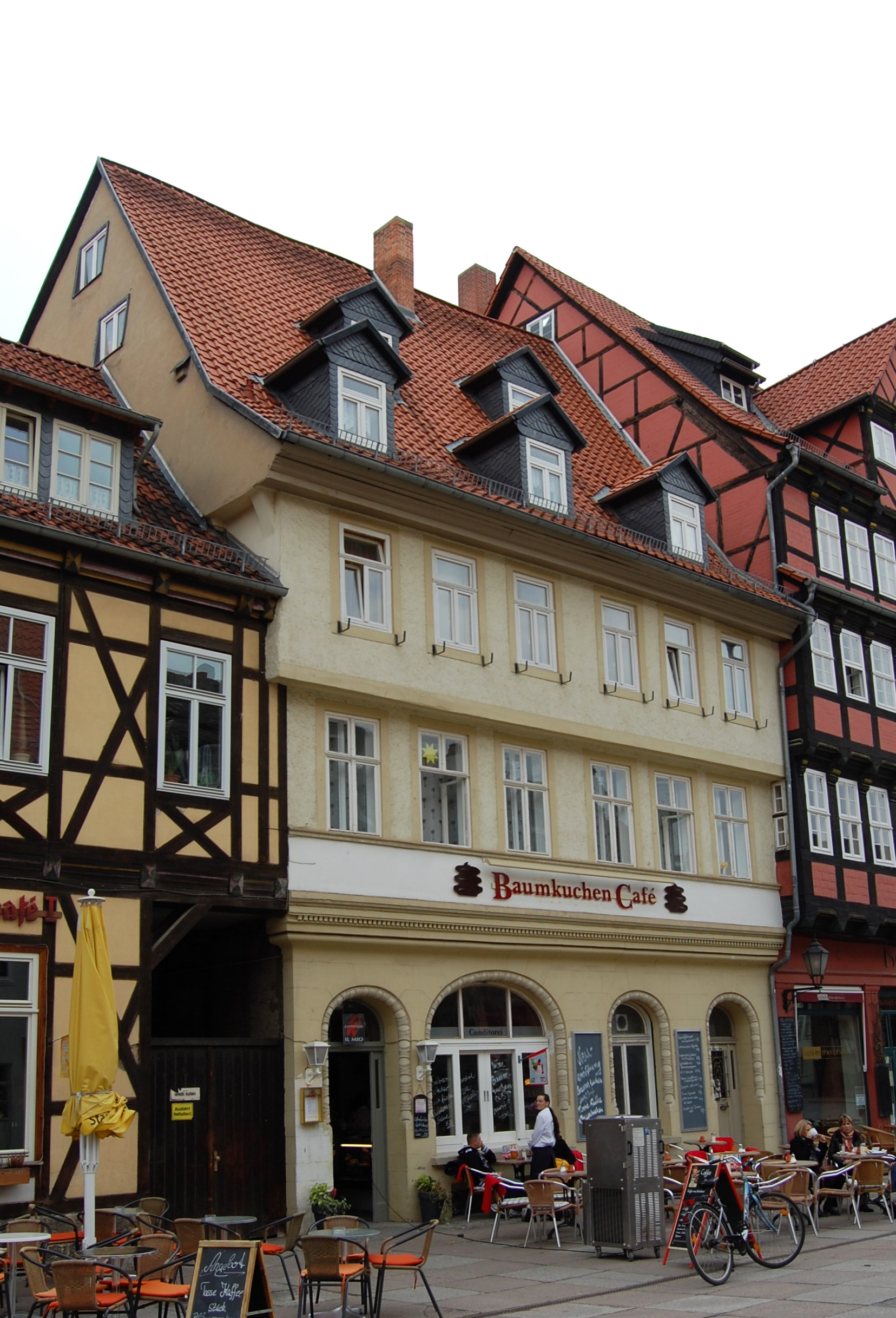
Haus Markt 12

Das Haus Markt 12 ist ein denkmalgeschütztes Gebäude in der Stadt Quedlinburg in Sachsen-Anhalt.

## Lage
Es befindet sich an der Westseite des Marktplatzes der Stadt. Nördlich grenzt das gleichfalls denkmalgeschützte Lohgerberhaus an.

## Architektur und Geschichte
Das im Quedlinburger Denkmalverzeichnis als Kaufmannshof bezeichnete Fachwerkhaus stammt aus der zweiten Hälfte des 16. Jahrhunderts und ist im Kern ein Bauwerk der Renaissance. Aus dieser Zeit stammt das Vorkragen der oberen Geschosse und das hohe Dach. Ursprünglich war das Gebäude ein Eckhaus an einer hier, von der Blasiistraße kommenden, in den Markt einmündenden Gasse. Der südliche Giebel des Gebäudes ist in Teilen noch sichtbar und gilt, wie der auf der Hofseite befindliche Nordflügel, als Beispiel für die ursprünglich prachtvolle Gestaltung des Anwesens. Es finden sich Fächerrosetten, Wellenband, sehr kräftige Schiffskehlen und profilierte Brüstungshölzern. Auf die Bauzeit in der zweiten Hälfte des 16. Jahrhunderts deuten insbesondere viele Überblattungen sowie unterschiedlich gestaltete Balkenköpfe.
In der Mitte des 19. Jahrhunderts wurde die Fassade verputzt, so dass die Fassadengestaltung sich heute im Stil des Spätklassizismus präsentiert. Die Ladezone wurde um 1910 in Formen des Jugendstils gestaltet.